# Me, Myself & Irene
Me, Myself & Irene is een Amerikaanse komediefilm uit 2000, geregisseerd door de broers Peter en Bobby Farrelly, met in de hoofdrollen Jim Carrey en Renée Zellweger. Het is de tweede film van de Farrelly-broers waarin Jim Carrey speelt, na Dumb and Dumber in 1994.
Zellweger en Carrey kregen een relatie tijdens de film, maar die was van korte duur. De tennisster Anna Koernikova heeft een cameo in de film als eigenaar van een hotel.
De film werd redelijk ontvangen. Financieel gezien was de film een groot succes, wereldwijd bracht de film ruim 149 miljoen dollar op tegen een budget van 51 miljoen dollar.

## Verhaal
Charlie Baileygates is een politie-agent. Hoewel hij getrouwd is, heeft zijn vrouw jarenlang een affaire met een zwarte kleine man en heeft ze zelfs kinderen van hem. Na een aantal jaren gaat z'n vrouw ervandoor met de man en Charlie blijft over om zijn kinderen op te voeden. Omdat Charlie zijn woede altijd inhield en opkropte en nooit kwaad werd, werd hij een gespleten persoonlijkheid. De ene keer is hij de rustige Charlie, de andere keer de grofgebekte en gewelddadige Hank.
De agenten denken dat Charlie toe is aan vakantie en daarom laten ze hem Irene, een mooie jonge vrouw, meenemen naar New York, omdat ze daar een aantal misdaden begaan zou hebben. In New York blijkt dat haar vriend haar dood wil omdat eigenlijk haar vriend achter die misdaden zit, en hij niet wil dat Irene hen per ongeluk naar hem zal leiden. Charlie en Irene slaan op de vlucht wanneer iemand van de politie betrokken blijkt te zijn bij de personen die hen dood willen. Charlie schiet hem dood en samen met Irene slaan ze op de vlucht. Charlie vergeet echter zijn medicijnen mee te nemen waardoor hij de ene keer Charlie en de andere keer Hank is.
Aan het einde van de film blijkt het misverstand opgelost te zijn en trouwen Charlie en Irene. Irene trekt bij Charlie en zijn zoons in.

## Rolverdeling
| Acteur           | Personage                      |
| ---------------- | ------------------------------ |
| Jim Carrey       | Charlie Baileygates/Hank Evans |
| Renée Zellweger  | Irene P. Waters                |
| Chris Cooper     | Luitenant Gerke                |
| Robert Forster   | Colonel Partington             |
| Richard Jenkins  | Agent Boshane                  |
| Daniel Greene    | Dickie Thurman                 |
| Anthony Anderson | Jamaal Baileygates             |
| Mongo Brownlee   | Lee Harvey Baileygates         |
| Jerod Mixon      | Shonté Jr. Baileygates         |
| Tony Cox         | Shonté Jackson                 |
| Traylor Howard   | Layla Baileygates              |